# Ngựa xám

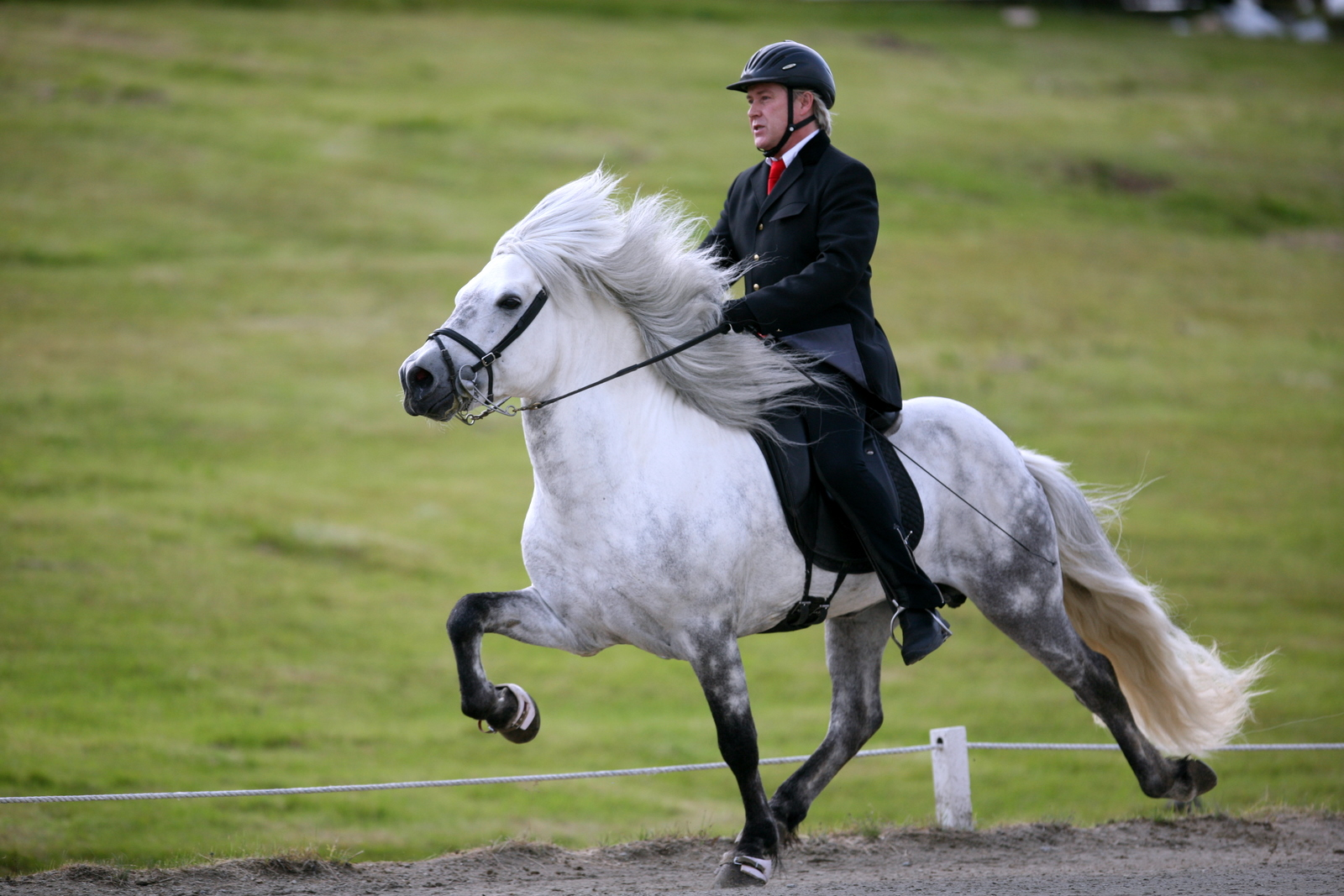
Ngựa xám

Ngựa xám là những cá thể ngựa có màu lông tổng thể được xem là gần trắng và thường nhìn thấy có màu xám. Tuy nhiên, sự khác biệt đáng chú ý nhất giữa một con ngựa xám có bộ lông trắng hoàn toàn và một con ngựa trắng là màu da: đa số ngựa xám có da đen và mắt đen, còn ngựa bạch có da sáng nhạt, không có sắc tố. Gen màu xám không ảnh hưởng đến màu da hay mắt, vì thế những con ngựa xám điển hình có mắt và da màu đen, trái với da màu hồng không sắc tố của ngựa trắng thực sự. Đây là một trong những màu sắc cơ bản của ngựa.

## Đặc điểm
Da và mắt có thể có màu khác nếu bị ảnh hưởng bởi các yếu tố khác như các đốm trắng, một vài đốm trắng nhỏ hay gen làm nhạt màu. Ngựa xám con được sinh ra có thể có bất kỳ màu sắc nào nhưng lông của chúng sẽ chuyển dần thành màu bạc khi chúng trưởng thành, cuối cùng thành ngựa xám trưởng thành có bộ lông gần trắng hoặc trắng. Màu xám là do các alen của gen trội riêng biệt kiểm soát các loại tế bào gốc. Chúng trong suốt, lông và da đều không có sắc tố, di truyền lặn.
Màu trắng cũng thay đổi theo tuổi, thường thấy ở ngựa trung niên, hóa ra xám khi già hơn. Khi nhỏ, ngựa có lông xám có màu đậm hơn, khi lớn có màu sáng hơn, trắng hơn, nhưng vẫn giữ màu đen ở chân lông. Con ngựa trắng thường được gọi là ngựa màu xám bởi vì màu sắc sẽ biến đổi theo một quá trình lão hóa. Màu da bình thường của con ngựa là màu đen, tóc trắng cho nên chúng ta nhìn nó giống như là màu xám. Nhiều con ngựa màu xám bị đổi màu da, một số lốm đốm và một số có vệt màu đỏ gọi là "blood marks" tức là "dấu máu". Ngựa xám có nguy cơ bị u ác tính cao,70-80% trên 15 tuổi có khối u hắc tố. 

## Các biến thể

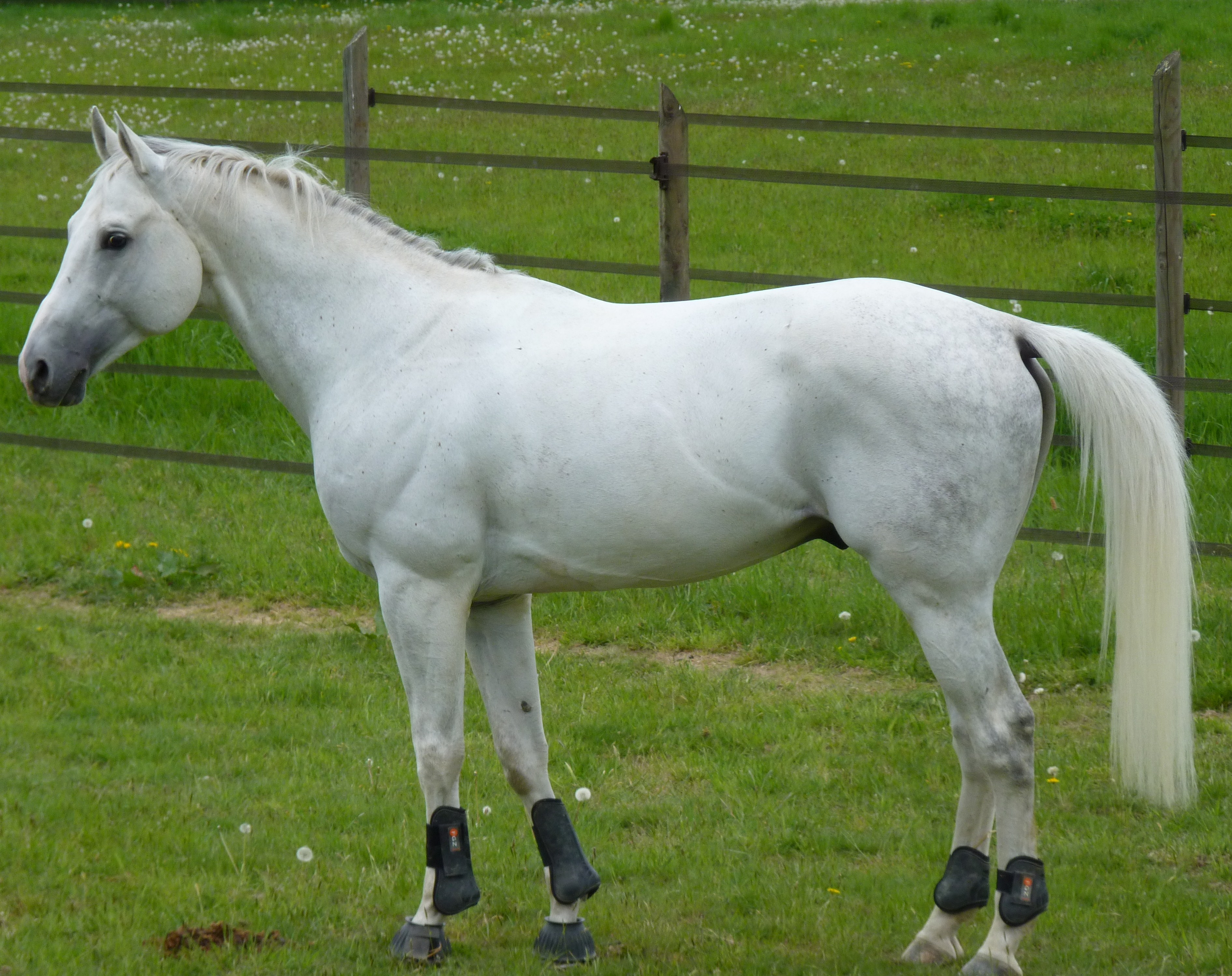
Ngựa kim

- Ngựa kim là những giống ngựa có màu trắng (kim) chủ đạo có chút sắc màu hoặc xám. Chúng là giống ngựa có lông trắng có chen một ít đen (lông màu trắng mốc). Ngựa kim có thể được phân biệt với ngựa bạch chủ yếu nhờ vào độ tuyền của lông (lông ngựa kim thì trắng có lẫn tạp) và các bộ phận khác cũng như màu mắt.

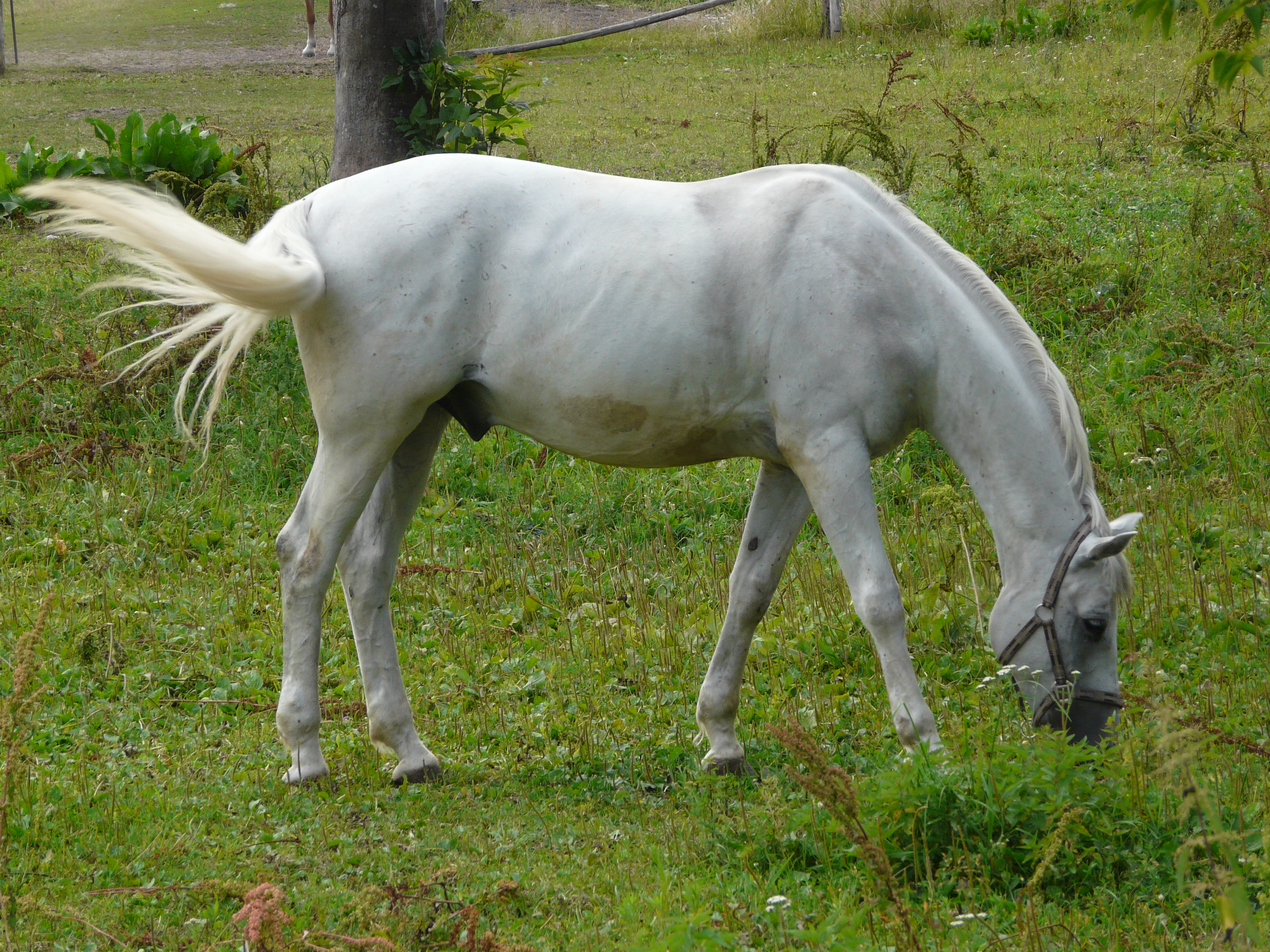
Một con ngựa kim

- Ngựa kim (tiêu chuẩn): Là những con ngựa có nước da màu xẩm và sắc lông trắng xám (Blanc Grisé), chẳng hạn như màu sắc của một số giống ngựa Lipizzan nước Áo) và ngựa Marwari thuần chủng của nước Ấn Độ.

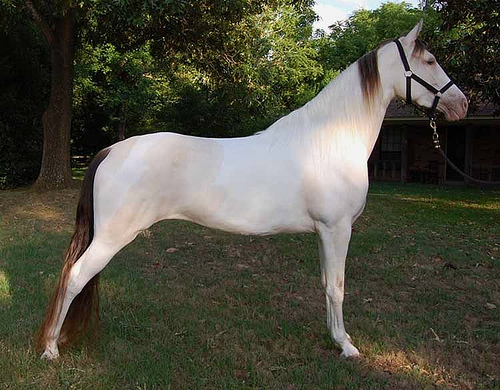
Ngựa kim lâu

- Ngựa kim lâu: Là những con ngựa sắc lông trắng xám, bờm đen và bốn móng chân đen chẳng hạn như giống ngựa Criollo của Pérou hoặc giống ngựa thuần chủng Ả Rập–Thiên Mã.

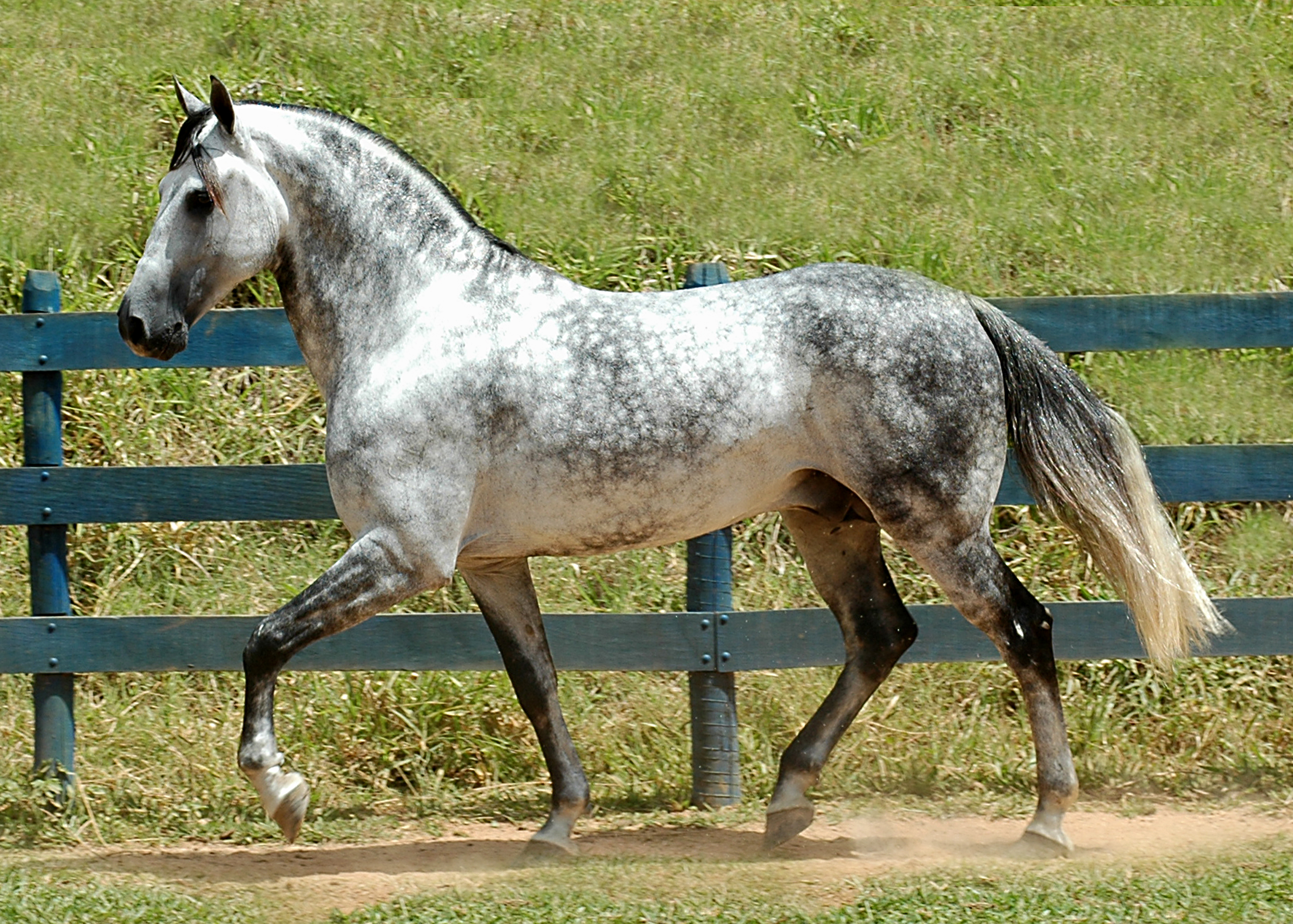
Một con ngựa kim than

- Ngựa kim than (ngựa kim lốm đốm): Là những con ngựa có sắc lông trắng xám bờm đen và mình lốm đốm, có thể thấy chúng xuất hiện trên những cá thể ngựa thuộc giống ngựa thuần chủng Ả Rập–Thiên Mã hoặc giống ngựa Apalosa (APAH) của nước Mỹ.

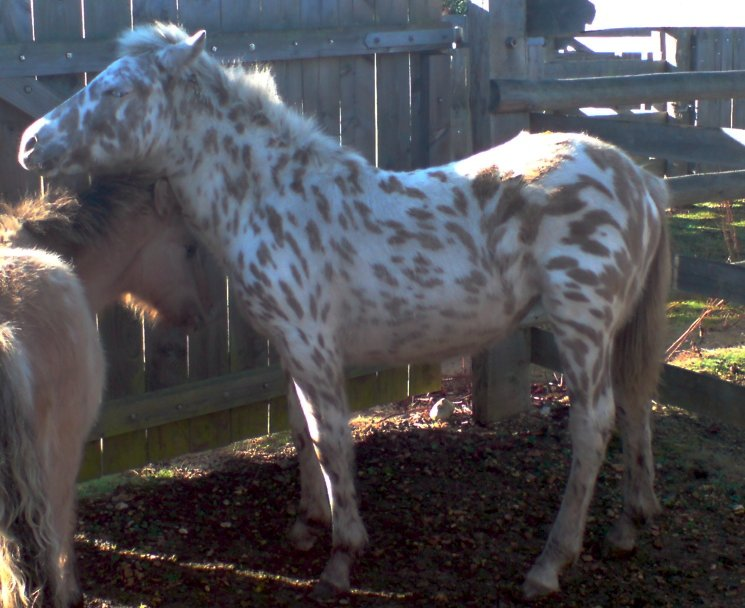
Ngựa kim quy

- Ngựa kim quy: Là những giống ngựa có sắc lông trắng xám có những lằn sọc đen hay trắng. Ngựa kim quy còn được gọi là ngựa Lạc là ngựa vằn (Lạc mã thiên lý vương).

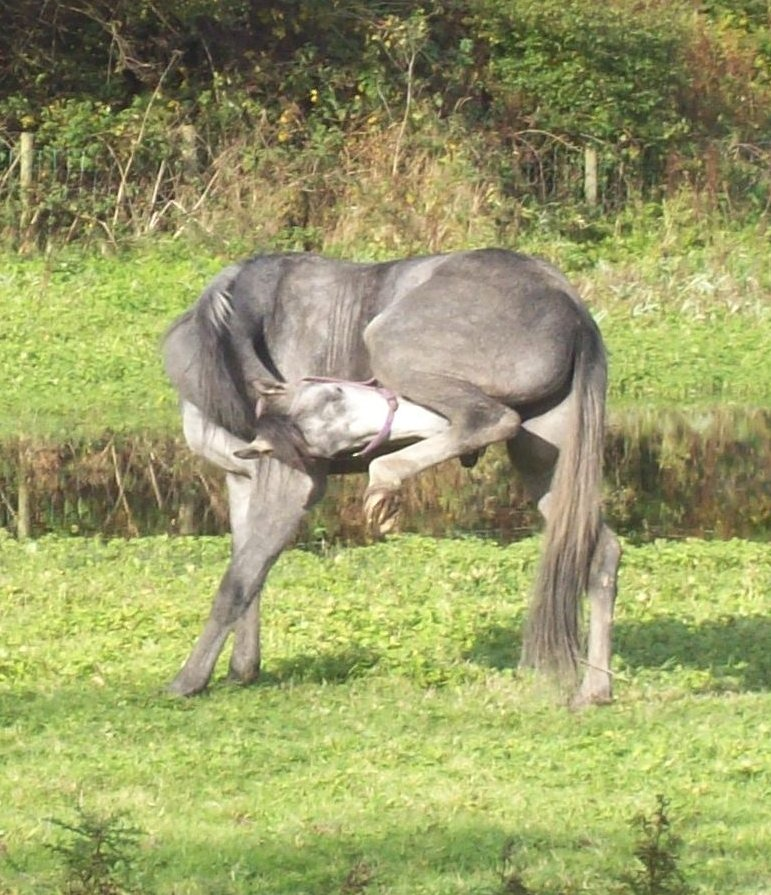
Một con ngựa séo

- Ngựa séo (tiêu chuẩn) là giống ngựa sắc lông màu xám đốm trắng (Gris Pommelé). Ngựa séo có thể được tìm thấy ở giống ngựa Thuần chủng Tây Ban Nha.

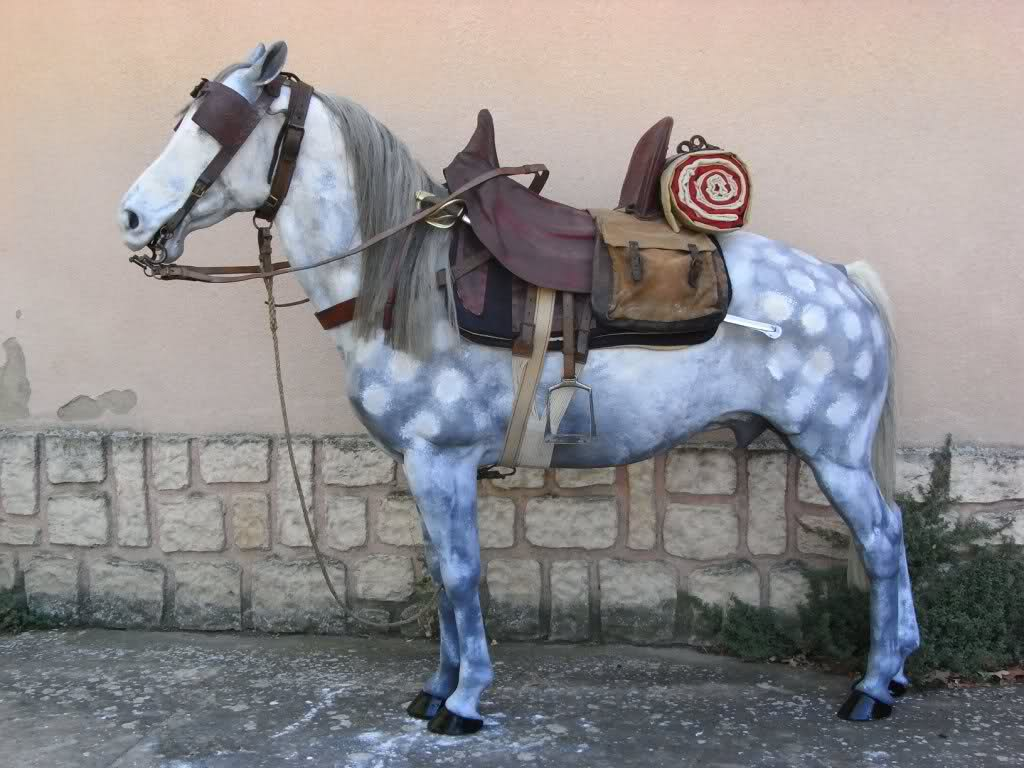
Ngựa séo điều thuộc giống ngựa Bắc Phi

- Ngựa séo điều là giống ngựa sắc lông màu xám sắt đốm trắng (Gris de Fer Pommelé). Ngựa séo điều có thể tìm thấy ở giống ngựa Thuần chủng Tây Ban Nha.

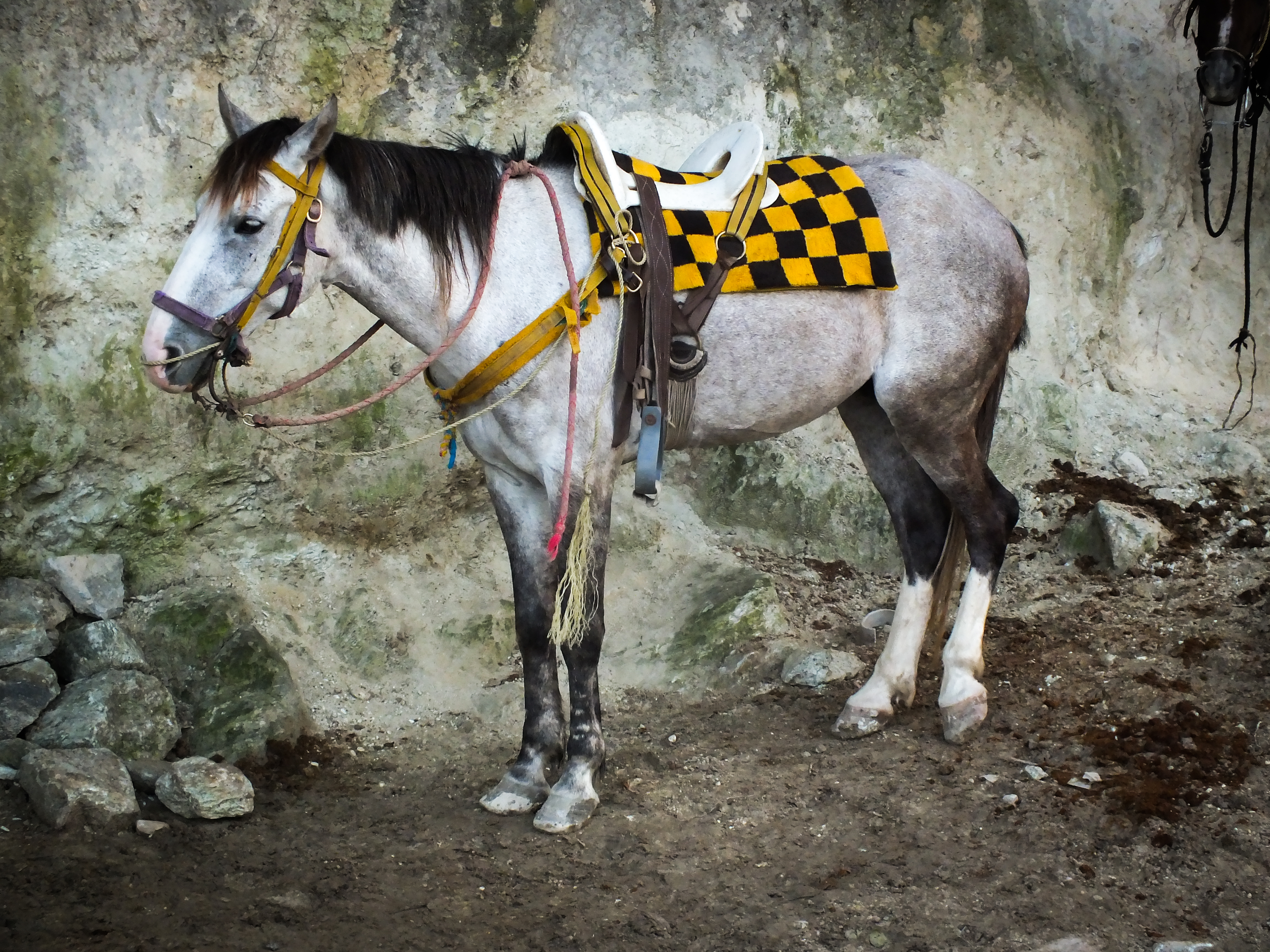
Ngựa séo điều bạc

- Ngựa séo điều bạc là những giống ngựa sắc lông màu xám nâu ánh bạc đốm trắng (Gris Argenté Pommelé). Ngựa séo điều bạc cũng có thể tìm thấy ở giống ngựa Thuần chủng Tây Ban Nha.

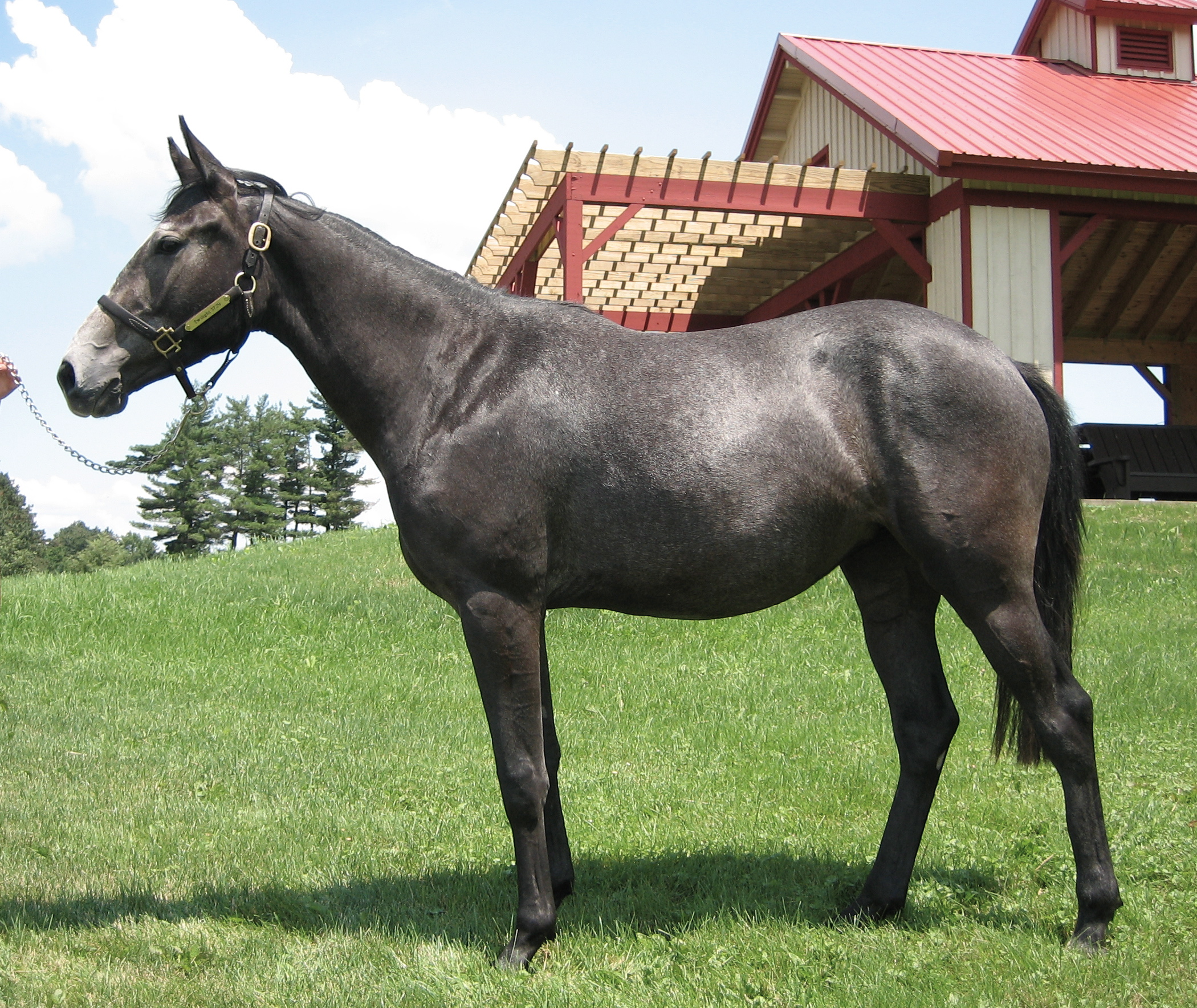
Ngựa bích

- Ngựa bích (tiêu chuẩn) là giống ngựa sắc lông màu xám tro (Cheval Cendré). Ngựa Bích có thể tìm thấy ở giống ngựa Lusitano của nước Bồ Đào Nha.

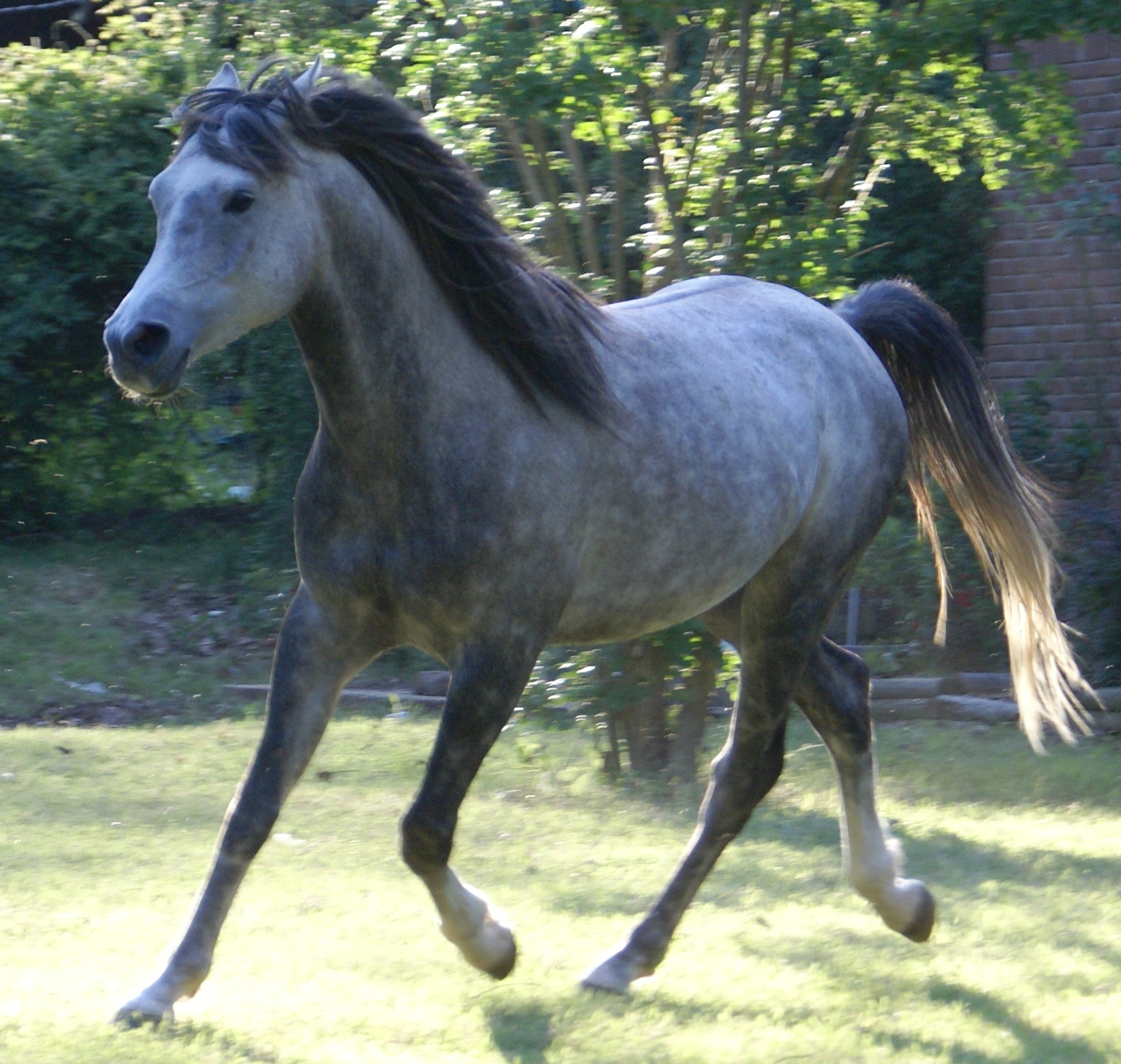
Ngựa bích xanh

- Ngựa bích xanh là giống ngựa sắc lông màu Xám xanh ngọc bích (Gris-Perle). Ngựa Bích Xanh có thể tìm thấy ở con ngựa Marengo của Hoàng Đế Pháp Napoléon qua tranh vẽ của Antoine Jean Baron Gros.

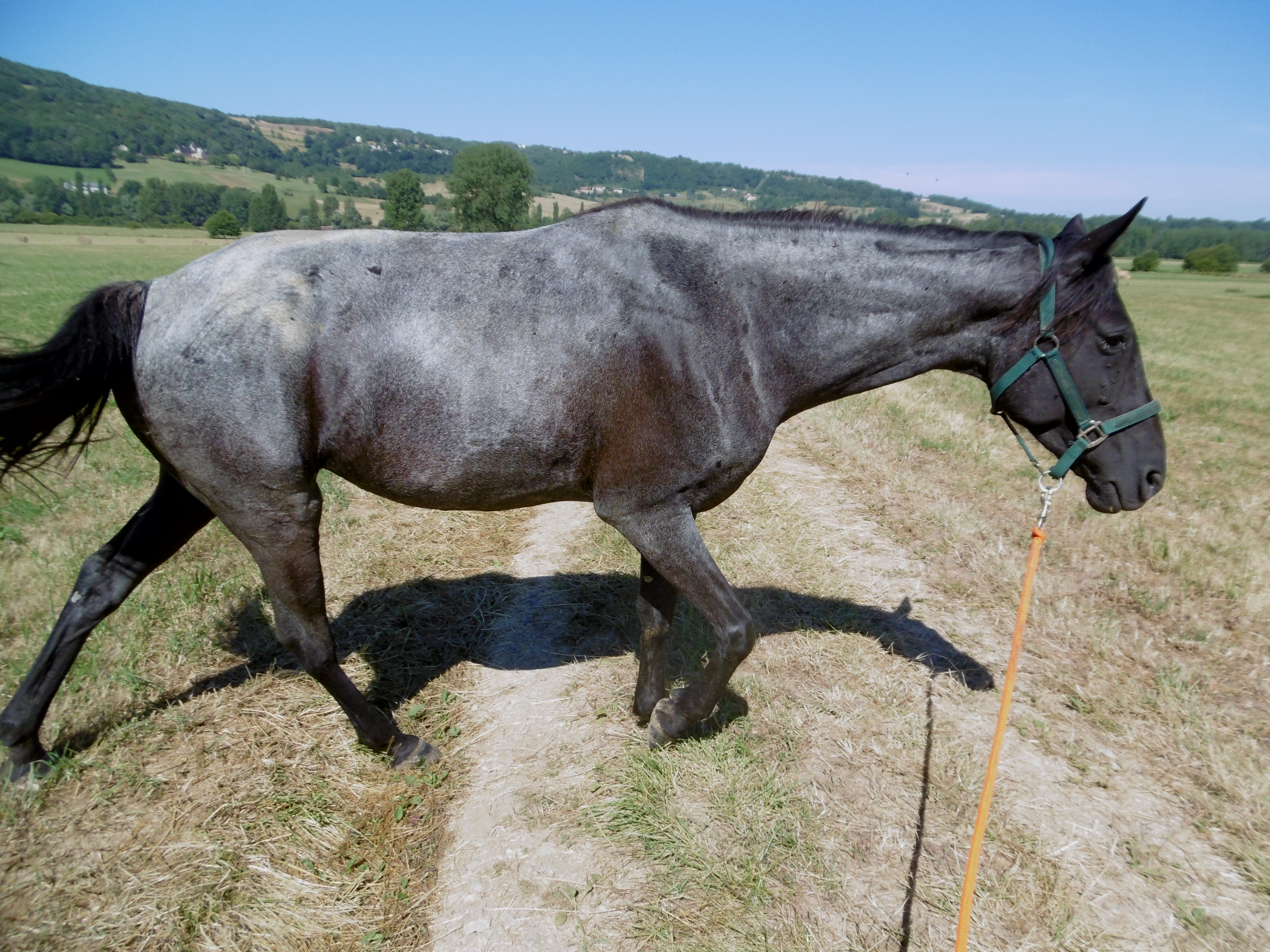
Ngựa thông

- Ngựa thông (tiêu chuẩn): Là những con ngựa có sắc lông xanh đen ánh xám bạc. Chẳng hạn như ngựa Nhàn Lương Thông, của truyện Ngũ Thông Thần trong quyển Liêu Trai Chí Dị của Bồ Tùng Linh. Trong truyền thuyết Trung Quốc có con Nhàn Lương Thông, trong truyện Ngũ Thông Thần trong Liêu Trai Chí Dị cho rằng thịt ngựa của loại ngựa này ăn ngon gấp bội lần loại khác). Ở Việt Nam cũng có những con ngựa Thông như con ngựa Phúc Thông và ngựa Cát Thông của vua Minh Mạng (1791-1841) nằm trong bộ tàu ngựa gồm các con ngựa An Tường Ký, Thần lương, Phúc Lưu, Cát Lưu, Thiên Mã.

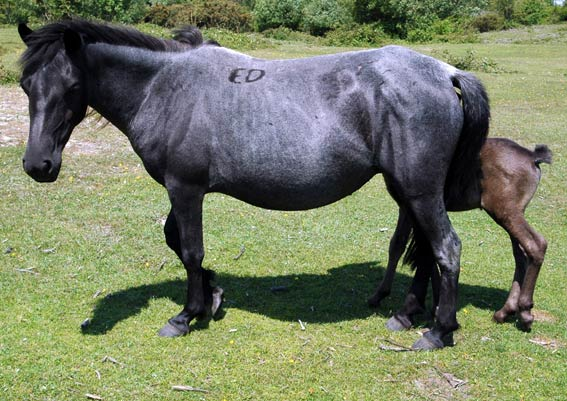
Ngựa Nê Thông

- Ngựa nê thông: Là con ngựa có bộ lông xanh đen ửng sắc kim ánh xám bùn hiếm quí. Nê là dùng để chỉ lông con ngựa có hai màu: Màu trắng và màu đen. Thông là dùng để mô tả sắc lông ngựa màu xanh. Việt Nam có chiến mã Nê Thông (泥驄), của vua Trần Duệ Tông (1337-1377). Theo sử sách thì con ngựa của Hoàng đế Duệ Tông là một con tuấn mã quý, màu sắc lông của nó là một sự pha trộn màu sắc thật kỳ diệu của ba màu trắng, đen và xanh, một sự đột biến của gien tổng hợp tạo ra đa sắc diện, nó đã cùng tử trận với vị võ hoàng đế này trong trận chiến với quân Chiêm Thành.

## Ngựa nổi tiếng
Marengo là chiến mã của hoàng đế Nã Phá Luân. Cưỡi trên lưng chiến mã Marengo là một con ngựa Ả rập thuộc màu ngựa xám, Napoleon Bonaparte liên tục chiến thắng tại Austerlitz, Jena-Auerstedt, Wagram. Và đây là con ngựa có thật trong lịch sử, không được cường điệu hoặc thêu dệt chút nào. Tuy không to cao, nó chỉ cao 14.1 hands (57 inches, 145 cm) nhưng ngựa Marengo lại rất bền bỉ, can trường và luôn đáng tin cậy. Marengo là một chiến mã đáng tin cậy, ổn định và cam đảm. Cùng chủ vào sinh ra tử, Marengo trúng thương đến 8 lần trong sự nghiệp chinh chiến, nhưng nó vẫn liên tục lập công và không bao giờ biết sợ hãi. Nó cũng thường xuyên được cưỡi trong những cuộc hỏa tốc 80 dặm từ Valladolid đến Burgos, và thường nó chỉ mất 5 giờ để hoàn tất quãng đường.
Là một trong 52 con ngựa trong tàu ngựa dành riêng cho Napoléon, Marengo đã chạy trốn với những con ngựa còn lại khi người Nga đột kích năm 1812 và sống sót sau cuộc rút quân khỏi Moskva; tuy nhiên, con chiến mã đã rơi vào tay William Henry Francis, nam tước Petre thứ 11 ở trận Waterloo. Khi quân Nga tấn công tàu ngựa của Napoleon, Marengo khôn ngoan chạy thoát. Còn sau khi Napoleon thất thủ và Marengo rơi vào tay kẻ thù thì nó gần như tuyệt thực. Những nỗ lực dùng Marengo để nhân giống đều thất bại. Marengo chết già ở tuổi 38. Sau khi Marengo chết, người Anh lập tức bảo quản thật kỹ bộ xương của nó và hiện đang được trưng bày tại một viện bảo tàng ở London. 